# St. Maria von Loreto (Westheim)

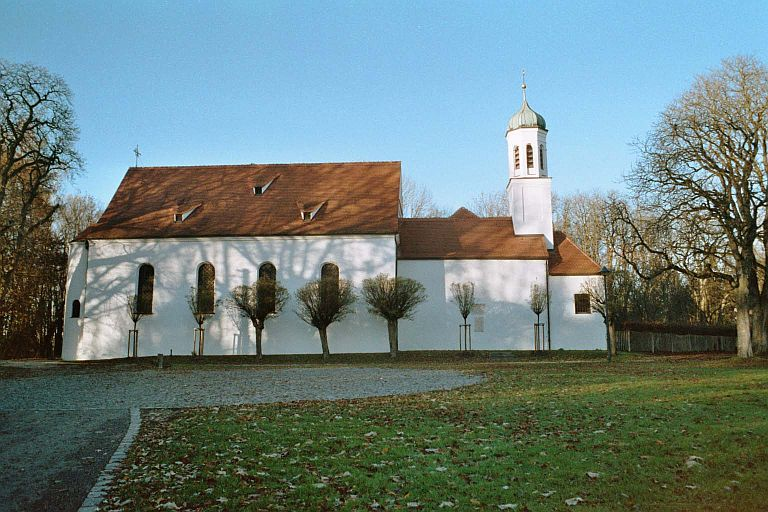
St. Maria von Loreto auf dem Kobel

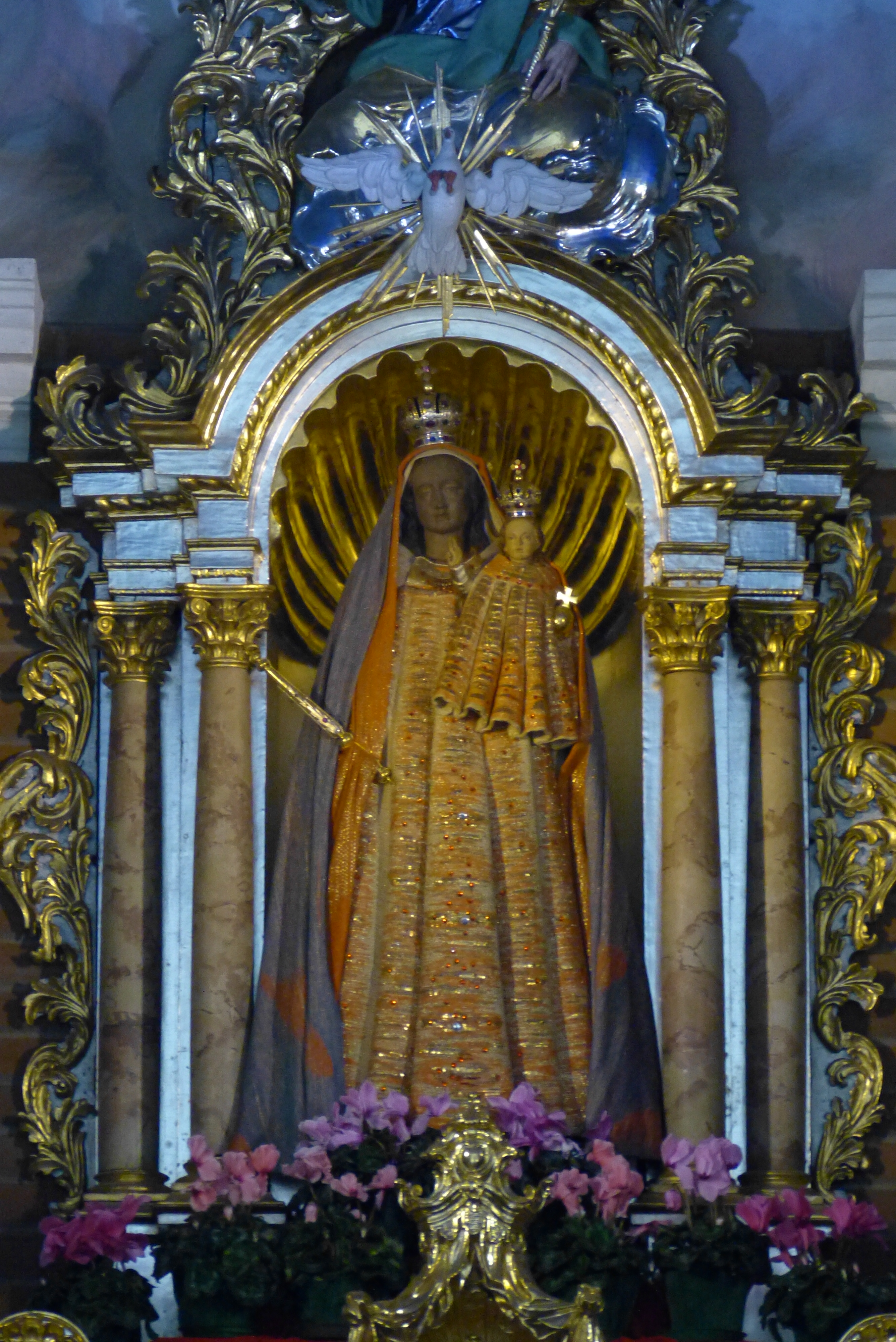
Das Gnadenbild

St. Maria von Loreto auf dem Kobel in Westheim bei Augsburg, auch Kobelkirche genannt, ist eine römisch-katholische Kuratie- und Wallfahrtskirche. Sie befindet sich auf dem Kobelberg im Westen von Augsburg, eingebettet in das Landschaftsschutzgebiet Kobelwald.
Ihr bauliches Kernstück ist eine Loretokapelle, die 1602 in der genauen Form des „Heiligen Hauses“ von Loreto erbaut wurde. Die Kapelle, zu der sich die wahrscheinlich älteste Loretowallfahrt Süddeutschlands, vielleicht auch Deutschlands, entwickelte, wurde zu einer Kirche vergrößert, wobei heute die eigentliche Loretokapelle die Funktion des Chorraums der Kirche einnimmt.
Die Kobelkirche ist bis heute ein beliebtes Wallfahrtsziel. Die Hochsaison der Kobelwallfahrt ist der Frauendreißiger vom 15. August bis 15. September.

## Geschichte

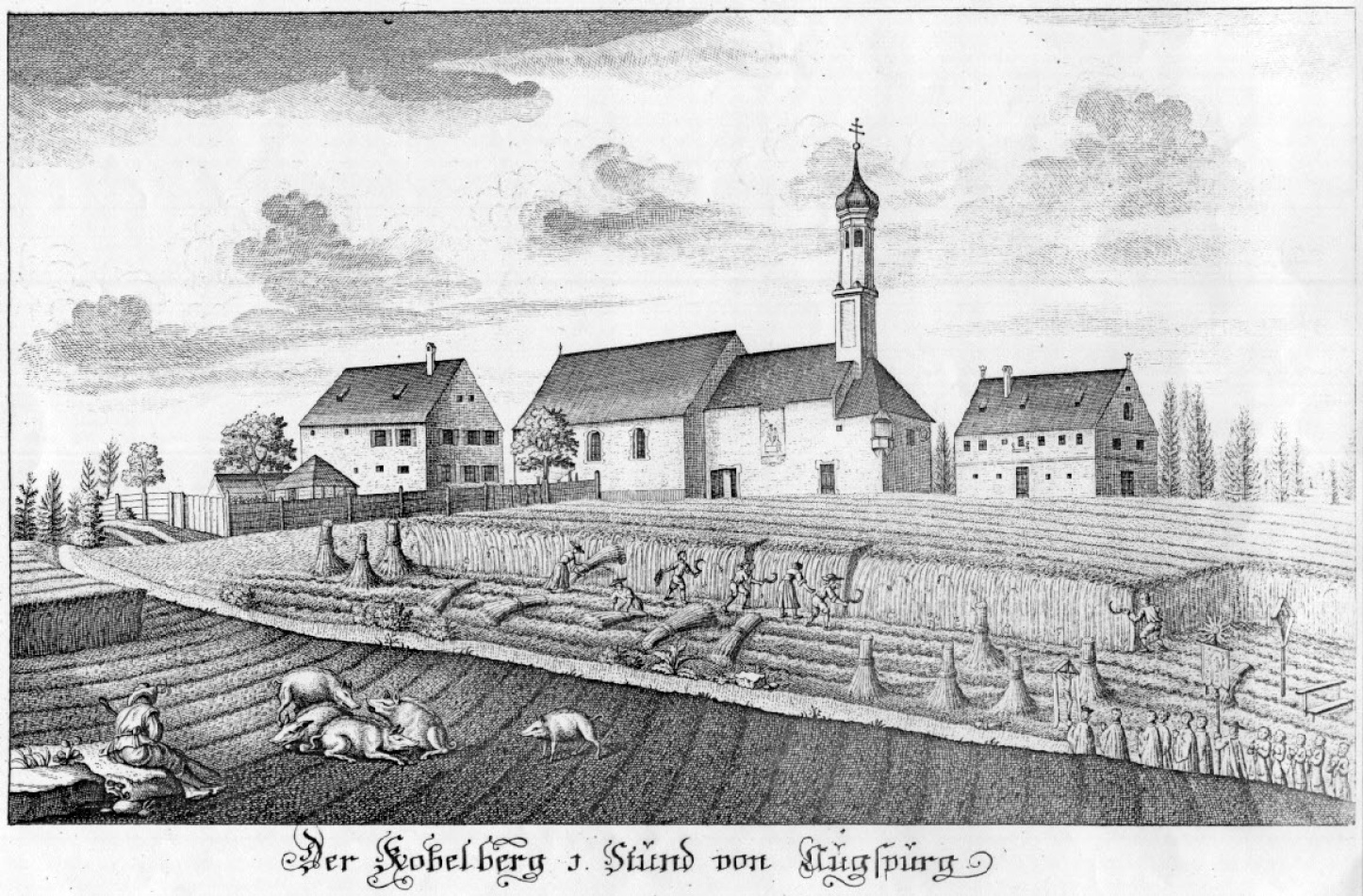
Der Stich von Johann Jakob Kleinschmidt (1720) zeigt die Kirche mit dem ersten Langhaus und der Außenkanzel

### Bau der Loretokapelle
Der Ausgangspunkt für die Kobelkapelle war eine Nachbildung der Muttergottes-Figur des Domes von Loreto in Italien, die der Kaufmann Graf Anton Fugger 1582 für die Kapelle seines Schlosses in Hainhofen schnitzen ließ. Als das Gut Hainhofen 1601 an den evangelischen Patrizier Wolfgang von Paler der Jüngere kam, ließ dieser die Kapelle abreißen und schenkte die Figur seinem katholischen Nachbarn Karl Langenmantel von Westheim. Dieser ließ auf dem Westheimer Kobelberg, der sein Gelände war, ein Stück Land roden und eine Kapelle in der genauen Form des „Heiligen Hauses“ von Loreto bauen, welches der Legende nach das Haus war, in dem Maria, die Mutter Jesu, aufwuchs und in welchem der Engel ihr die Geburt Jesu ankündigte. Engel sollen das „Heilige Haus“ im 13. Jahrhundert von Nazareth nach Loreto in Italien getragen haben. Eine Zeichnung mit den genauen Maßen des „Heiligen Hauses“ von Loreto hatte ihm der Regensburger Domherr Heinrich Welser von einer Pilgerreise nach Italien beschafft. Die nach diesem Bauplan errichtete Loretokapelle auf dem Kobel – ihr Baumeister ist unbekannt – wurde 1602 durch Bischof Heinrich V. von Augsburg geweiht (Altarweihe). Im Kontext der zunehmenden Marienverehrung in der Gegenreformation wurde diese süddeutsche Kopie des Hauses von Loreto selbst zu einem Wallfahrtsziel. Die Familie der Langenmantel, die Ortsherren von Westheim, förderte in den folgenden Jahrhunderten den Unterhalt und die Vergrößerung der Kapelle.
Im Dreißigjährigen Krieg, im Jahr 1624, baute man eine Sakristei hinter der Kapelle an. 1641 erhielt diese Sakristei auf der Außenseite eine hölzerne Kanzel, die noch auf dem Stich von 1720 zu sehen ist; heute existiert diese Kanzel nicht mehr. Von 1632 bis 1633 wurde das Gnadenbild vor den Schweden versteckt und so gerettet.

### Vergrößerung zur Kirche
Nach dem Dreißigjährigen Krieg entwickelte sich die Wallfahrt zur Kapelle, woran das Augsburger Jesuitenkolleg starken Anteil hatte. Etwa im Jahr 1657 wurde der Kapelle ein Langhaus vorgebaut, um die Pilgerströme aufzunehmen. 1670 bekam das Gebäude einen Dachreiter-Kirchturm. 1699 wurde ein ständiger Wallfahrtspriester installiert.
Im Spätbarock, von etwa 1730 bis 1740, erlebte die Kobelwallfahrt neuen Aufschwung. Durch den Dekan Leopold Ignaz Langenmantel wurde das Langhaus 1728 wieder abgerissen und durch ein längeres und höheres (erbaut von Johann Paulus) ersetzt. Aus dieser Blütezeit stammen viele Werke der künstlerischen Ausgestaltung der Kirche. 1758 kam durch Wolfgang Anton Langenmantel aus einer Stiftung zweier Frauen seiner Familie als seitlicher Anbau die „Schmerzhafte Kapelle“, eine Beichtkapelle, hinzu. 1766 verlieh Papst Clemens XIII. einen Ablass, die Herz-Mariae-Bruderschaft wurde im gleichen Jahr eingeführt. 1935 wurde ein neuer päpstlicher Ablass zur Wallfahrt verliehen.

### Renovierungen
Instandsetzungen der Kirche erfolgten 1858/88, 1891/92, 1902, 1928 (Innenrenovierung), 1933 und 1955. 1902 wurde die Westfassade mit dem Eingangsportal neu gestaltet, 1933 der Dachreiter. 1965 erfolgte eine erneute Innenrenovierung; 1973 eine Außenbaurenovierung. Dabei wurde auch die Sakristei umgebaut. 1981–84 gab es wieder eine Innenrenovierung. Ein Teil des Deckengemäldes, der abgestürzt war, wurde 1991–93 wieder angebracht. 2008 erhielt die Kobelkirche eine neue Innenbeleuchtung.

## Ausstattung

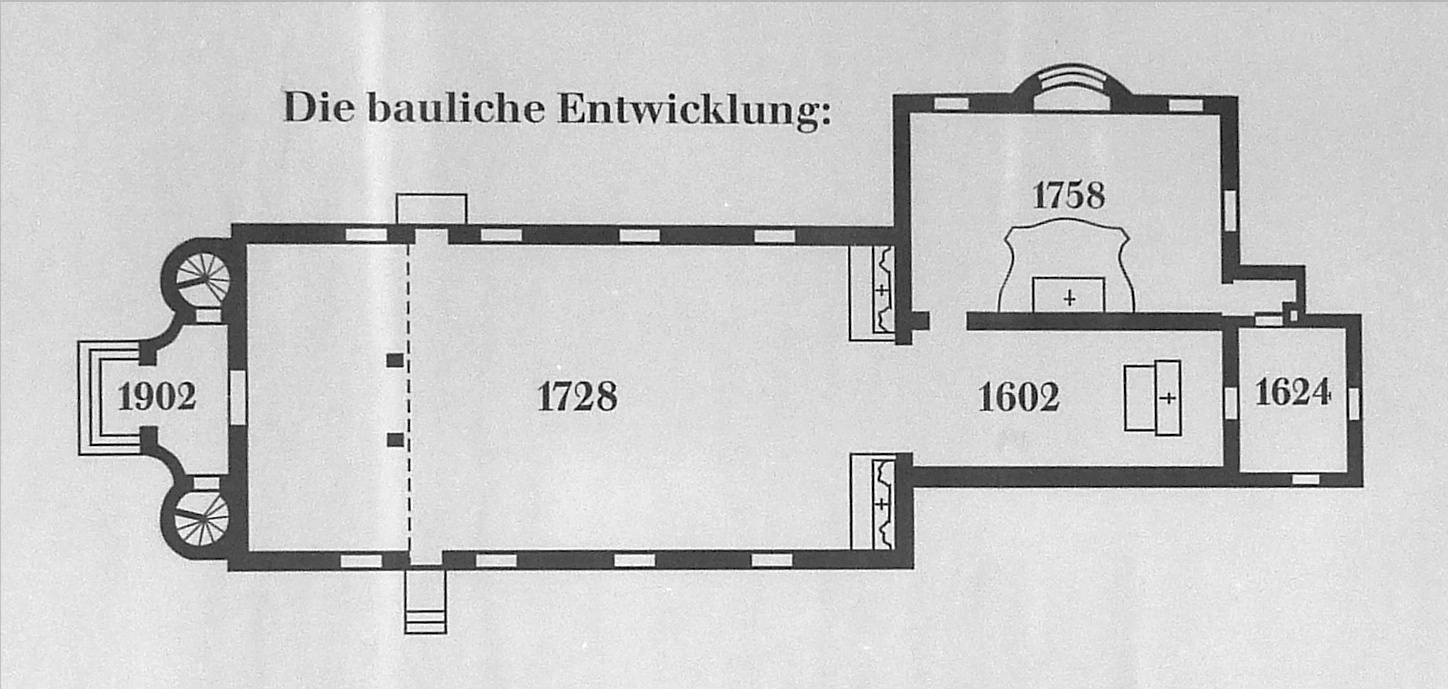
Die bauliche Entwicklung der Kobelkirche

Der spätbarocke Freskomaler Johann Joseph Anton Huber schuf das Hauptdeckenfresko, Johann Rieger, Johann Wolfgang Baumgartner und Johann Josef Anton Huber weitere Fresken. Vom Bildhauer Ehrgott Bernhard Bendl stammen Schnitzereien in der Kirche.
Die nebenstehende Grafik gibt einen Überblick über den Grundriss der Kirche und die zeitlichen Bauabschnitte.

### Decke

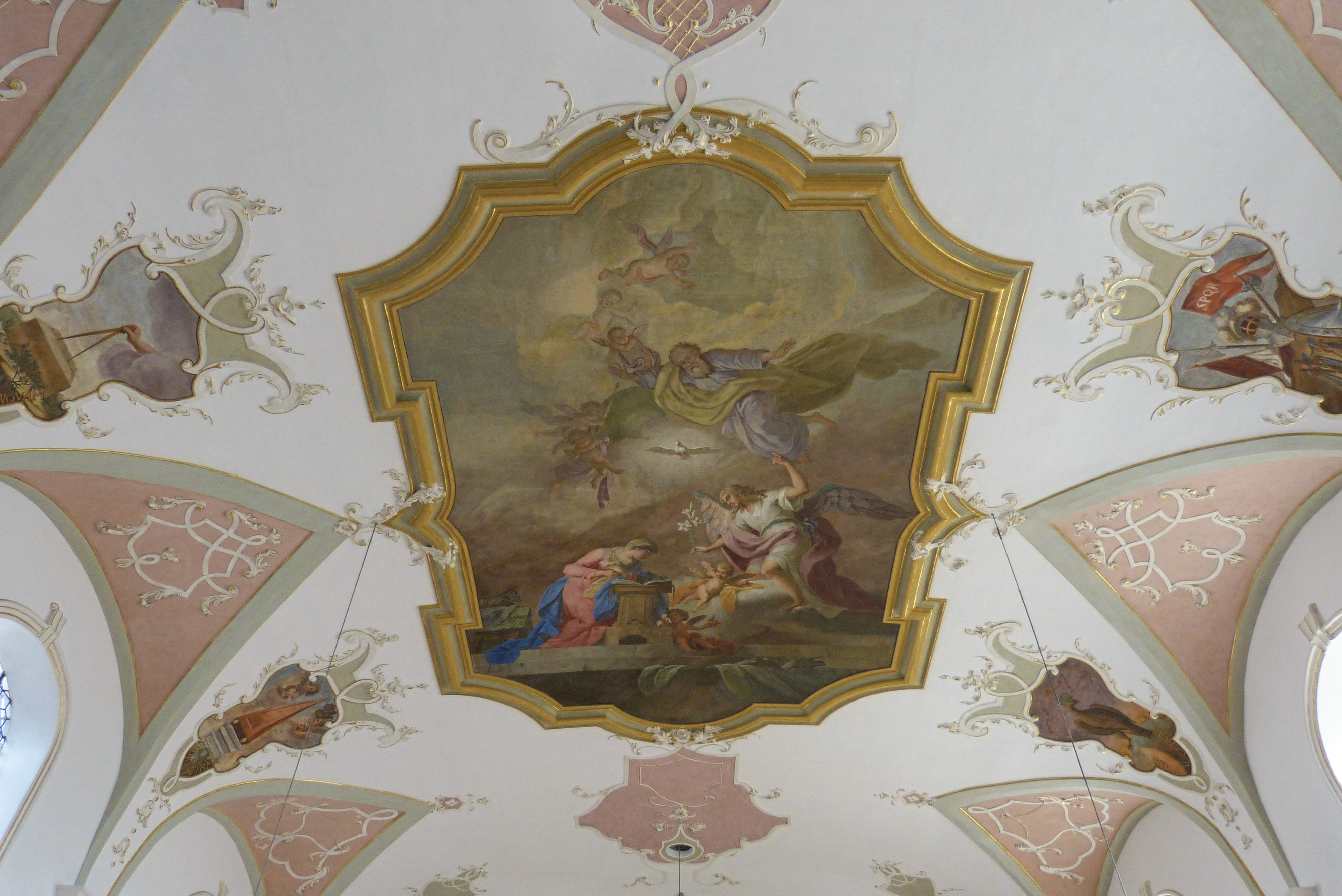
Deckenfresko

Das 1793 gemalte Deckenfresko stammt vom Augsburger Barockmaler Johann Joseph Anton Huber und stellt den Englischen Gruß dar. Es ist beidseits von fünf Kartuschenbildern mit Sinnbildern der Unbefleckten Empfängnis und der Gottesmutterwürde Mariens mit lateinischen Inschriften begleitet:
Links:
- Candida semper (Allzeit weiß) – Muschel mit Perle
- Nescia rimae (Ohne Riss) – Ein vollkommenes Gefäß der Gnade
- Devia numquam (Niemals abwegig) – Zirkel der Vollkommenheit
- Undique firma (Allzeit fest) – Pyramide
- Proxima primae (Dem Ersten am nächsten) – Im Alphabet steht A für Christus, B für Maria

Rechts:
- Destruit una (Von einer zerstört) – Eine einzige gerissene Saite zerstört den Klang der Laute, Sinnbild der Makellosigkeit
- Caesaris ista (Des Cäsars) – Der Hirsch gehört dem Kaiser, wie Maria Gott gehört
- Pura triumphat (Die Reine triumphiert) – Wie die Heerzeichen der Römer
- Nulla nucebunt (Nichts wird schaden) – Gekrönter Adler in Blitzen, Maria als Himmelskönigin
- Unica viva (Einzig lebendig) – Phönix aus der Asche, Geburt der Erlösung aus Maria

### Langhaus

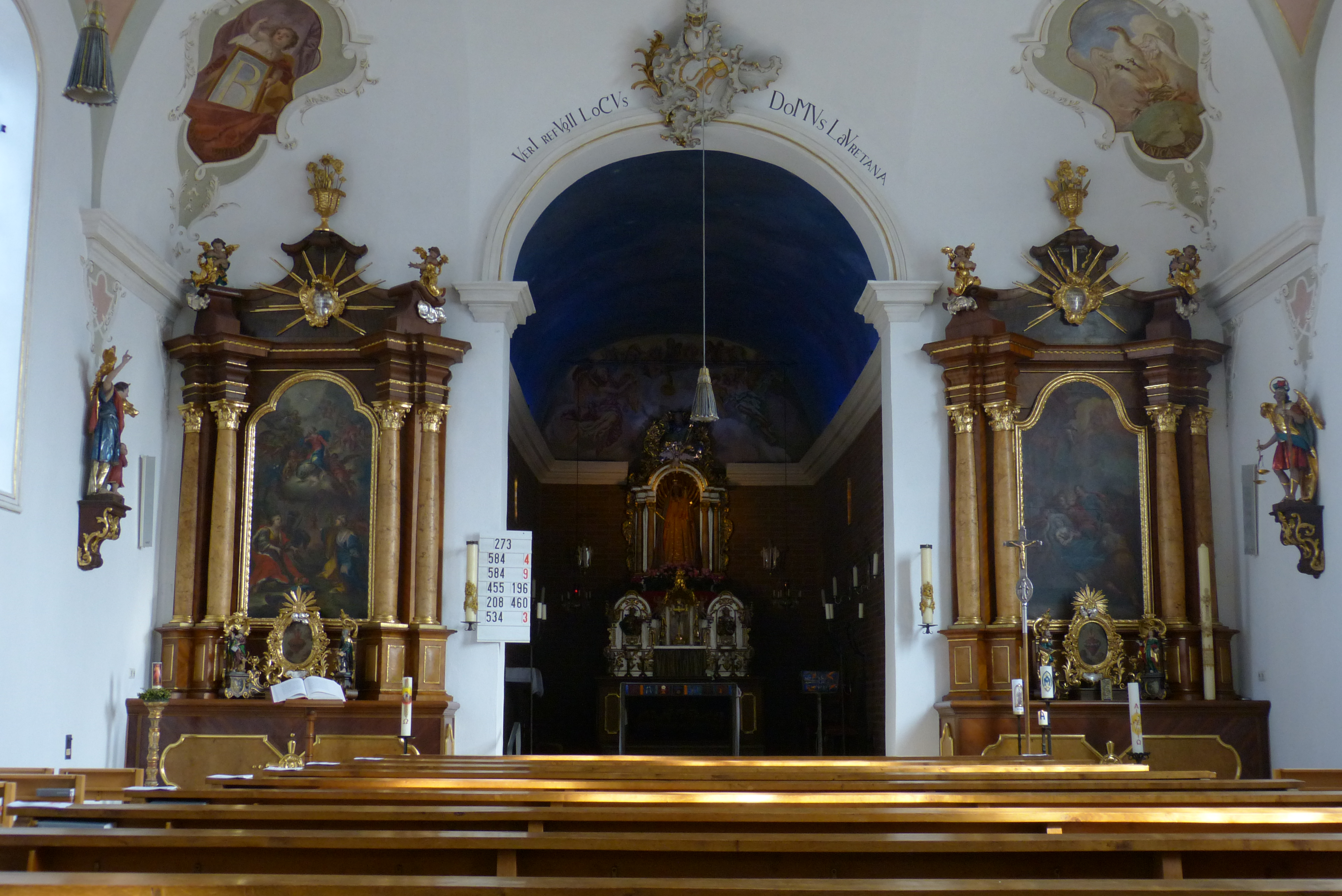
Altäre, über dem Chorbogen der Wappenschild mit der Inschrift

Die Stuckarbeiten am Langhaus führte der Augsburger Bildhauer Andreas Hainz durch. Links und rechts der Gnadenkapelle, die den Chor der Kirche bildet, befindet sich je ein Altar mit je vier korinthischen Säulen in Nussbaum-Maserung und mit Vergoldung. Im linken Altar befindet sich das Ölgemälde „Huldigung der vier Erdteile vor Maria“, im rechten Altar das Bild „Tod Mariens“.
Über dem Chorbogen ist mittig ein plastischer Wappenschild der Familie Langenmantel mit Zweig und Helmzier; beiderseits davon die lateinische Inschrift:
VERI REFVGII LOCVS DOMVS LAVRETANA
Die Inschrift (übersetzt: „Das Loretohaus ist eine Stätte wahrer Zuflucht“) ist ein Chronogramm: ihre großen Buchstaben ergeben die lateinische Jahreszahl 1728.
Die Betbänke haben Rokokowangen von etwa 1785. An der rechten Wand befindet sich ein Kruzifix (um 1730); gegenüber an der linken Wand die Holzstatue der schmerzhaften Muttergottes (um 1740). An den Wänden gibt es folgende barocke Holzfiguren: St. Sebastian, St. Rochus, St. Katharina von Alexandrien, St. Barbara. Weiter gibt es folgende Gegenstückfiguren: Schutzengel mit Kind – Erzengel Michael mit Seelenwaage und Flammenschwert; Abraham und die drei Engel – Johannes der Täufer (von Johann Joseph Anton Huber).
Die Orgel auf der hinteren Empore ist ein Werk von Bittner aus Eichstätt aus dem Jahr 1897. Ihr Gehäuse entspricht dem Stil des frühen 17. Jahrhunderts.
Es sind verschiedene Grab- und Gedenkinschriften in der Kirche, darunter ein sprachlich kunstvolles Echo-Gedicht auf Latein (1632/1650) und die Gedenkinschrift der Familiengruft der Familie Langenmantel (1677).

### Gnadenkapelle

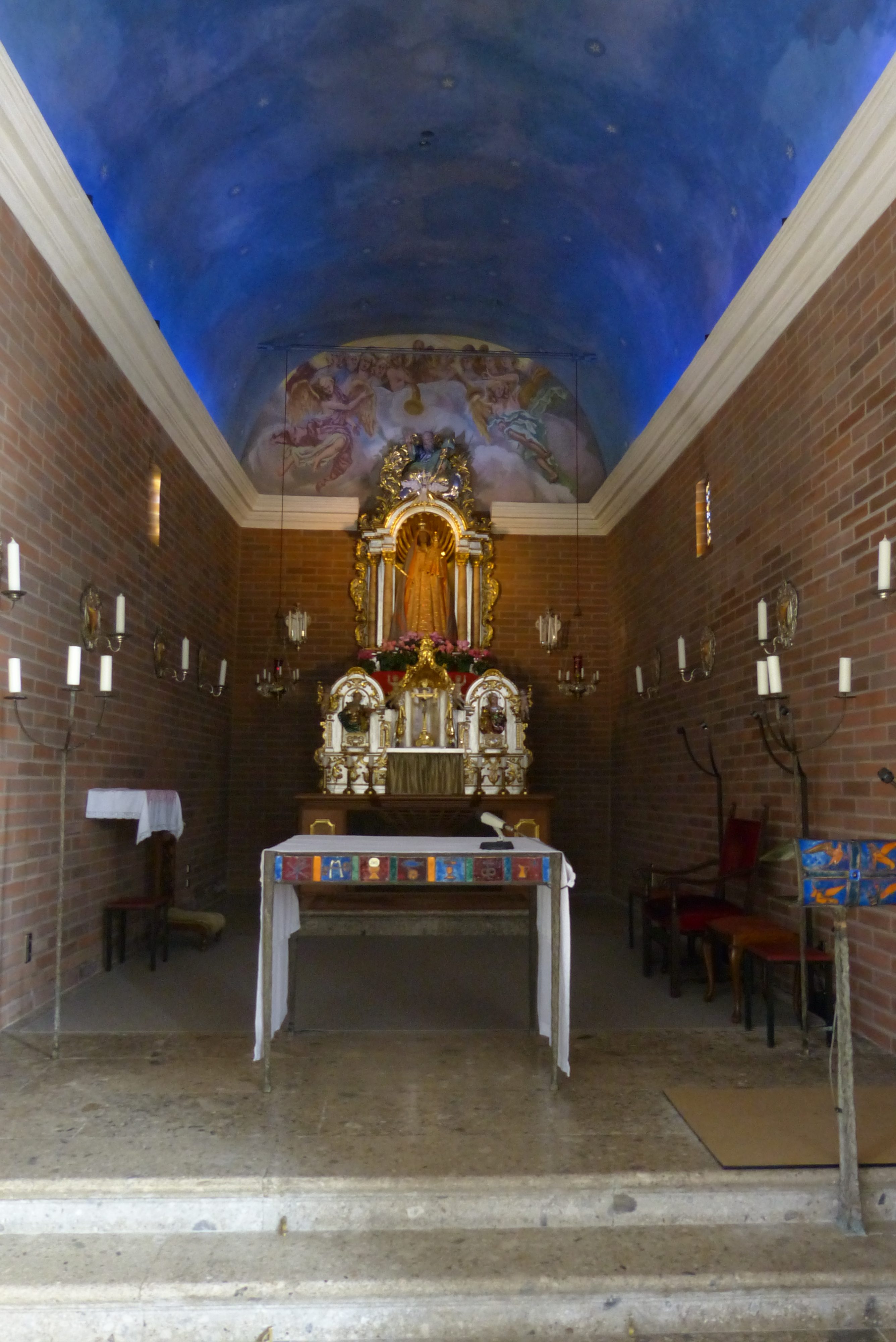
Die Gnadenkapelle

Die „Gnadenkapelle“ ist dem „Heiligen Haus“ von Loreto nachgebaut und besteht (innen) aus unverputztem Backsteinmauerwerk. Sie wurde 1751, 1855, 1928 und 1965 erneuert, das Pflaster stammt aus dem Jahr 1965. Der Hauptaltar ist nur noch ein Tabernakeltisch; darüber befinden sich zwei kleine geschnitzte Büsten von Sankt Joachim und Sankt Anna, den Eltern Mariens; vermutlich Werke von Ehrgott Bernhard Bendel.
Oberhalb des Hauptaltars ist in einer Säulenrahmung das Gnadenbild der Muttergottes mit Kind aufgehängt. Es ist aus dunkel getöntem Holz und bekleidet. Der lokalen Legende nach soll das Bild bei einem Blitzeinschlag geschwärzt worden sein; vermutlich wurde es aber dem Vorbild der Schwarzen Madonna von Loreto nachempfunden. Die Figur könnte um 1580/82 in Augsburg geschnitzt worden sein. 1965 erhielten Maria und das Christuskind neue Kronen und ein Zepter. Oberhalb des Gnadenbildes befindet sich eine den Heiligen Geist darstellende Taube, darüber Gottvater und hinter diesem ein Wandfresko mit Engeln.
Vor dem Hauptaltar befindet sich ein moderner Zelebrationsaltar aus dem Jahr 1965.

### Schmerzhafte Kapelle

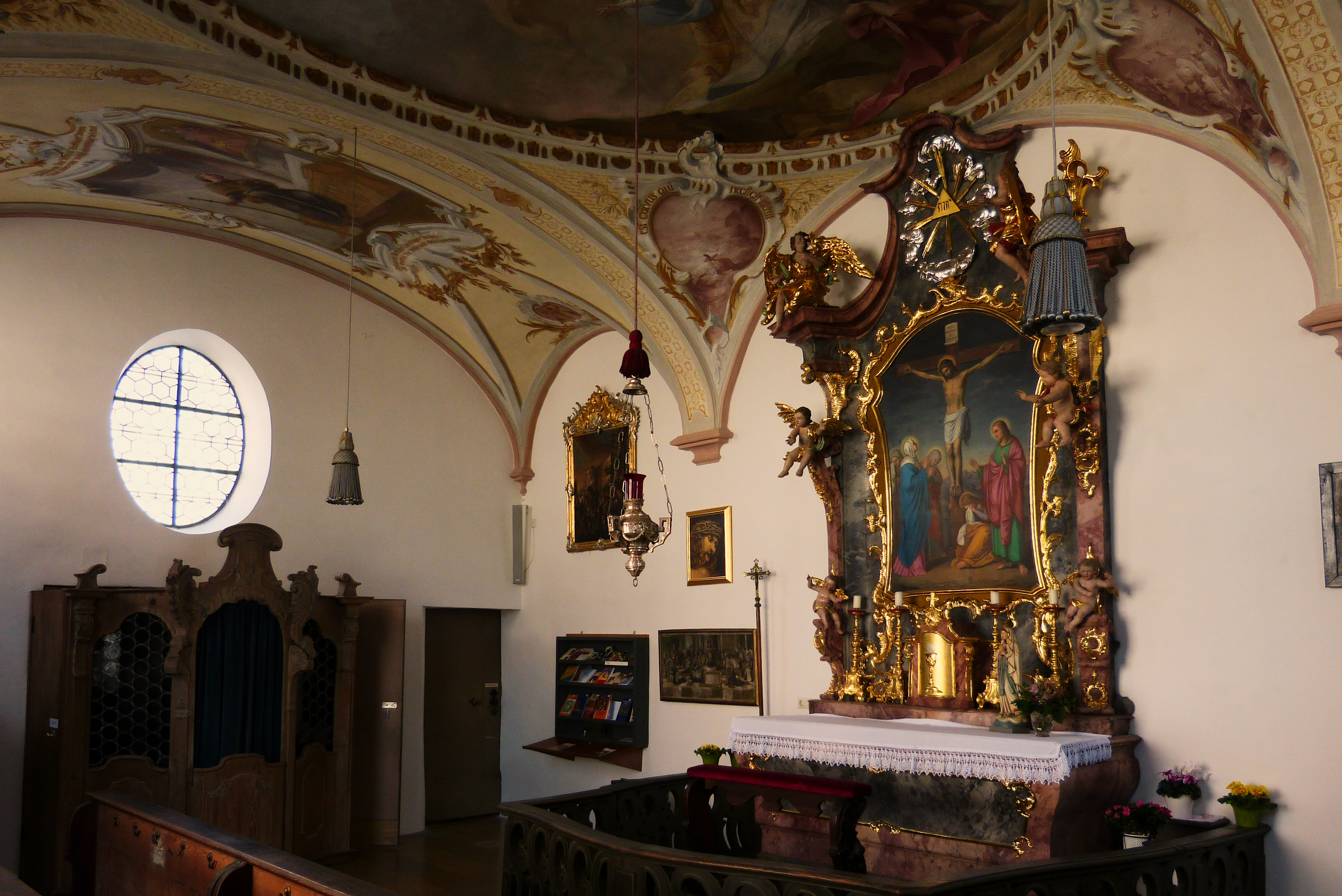
Die Schmerzhafte Kapelle

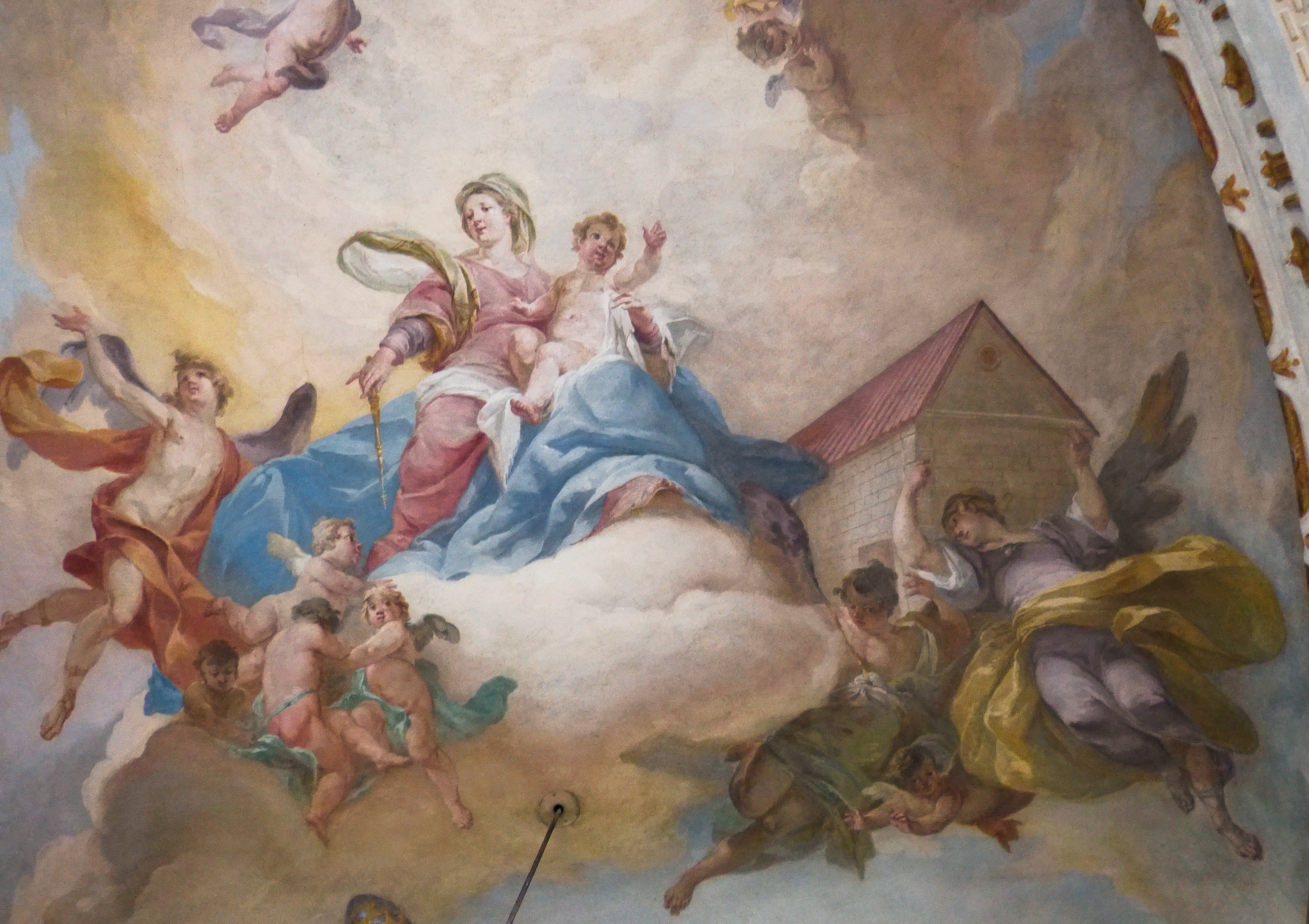
Deckenfresko der Schmerzhaften Kapelle, Madonna mit dem von Engeln getragenen „Heiligen Haus“ von Loreto.

Die „Schmerzhafte Kapelle“ ist eine Beichtkapelle und befindet sich links (nördlich) der Gnadenkapelle. Sie wurde 1758 von Joseph Ott aus Augsburg erbaut und 1857/58 erneuert. Die Schmerzhafte Kapelle ist über eine Tür direkt mit der Gnadenkapelle verbunden, hat aber auch einen eigenen Außeneingang.
Die Decke der Schmerzhaften Kapelle wird von drei Gewölbefresken geschmückt, die Johann Wolfgang Baumgartner 1758 schuf. Im Mittelbild tragen Engel, in Wolken schwebend, das „Heilige Haus“ von Loreto durch die Luft. Links darüber thront Maria mit dem Christuskind; zwei Englein halten über ihr Haupt eine gesternte Krone. Maria weist mit einem Zepter hinunter zur Gestalt der „Kirche auf Erden“, die Maria als der „Arche des Heils“ huldigt. Dazu eine Inschrift: „Der Ort, wo du stehst, ist heilig“.
Vier kleine Zwickelbilder in Rosatönen führen den Vergleich des Heiligen Hauses von Loreto mit der Arche Noah weiter aus:

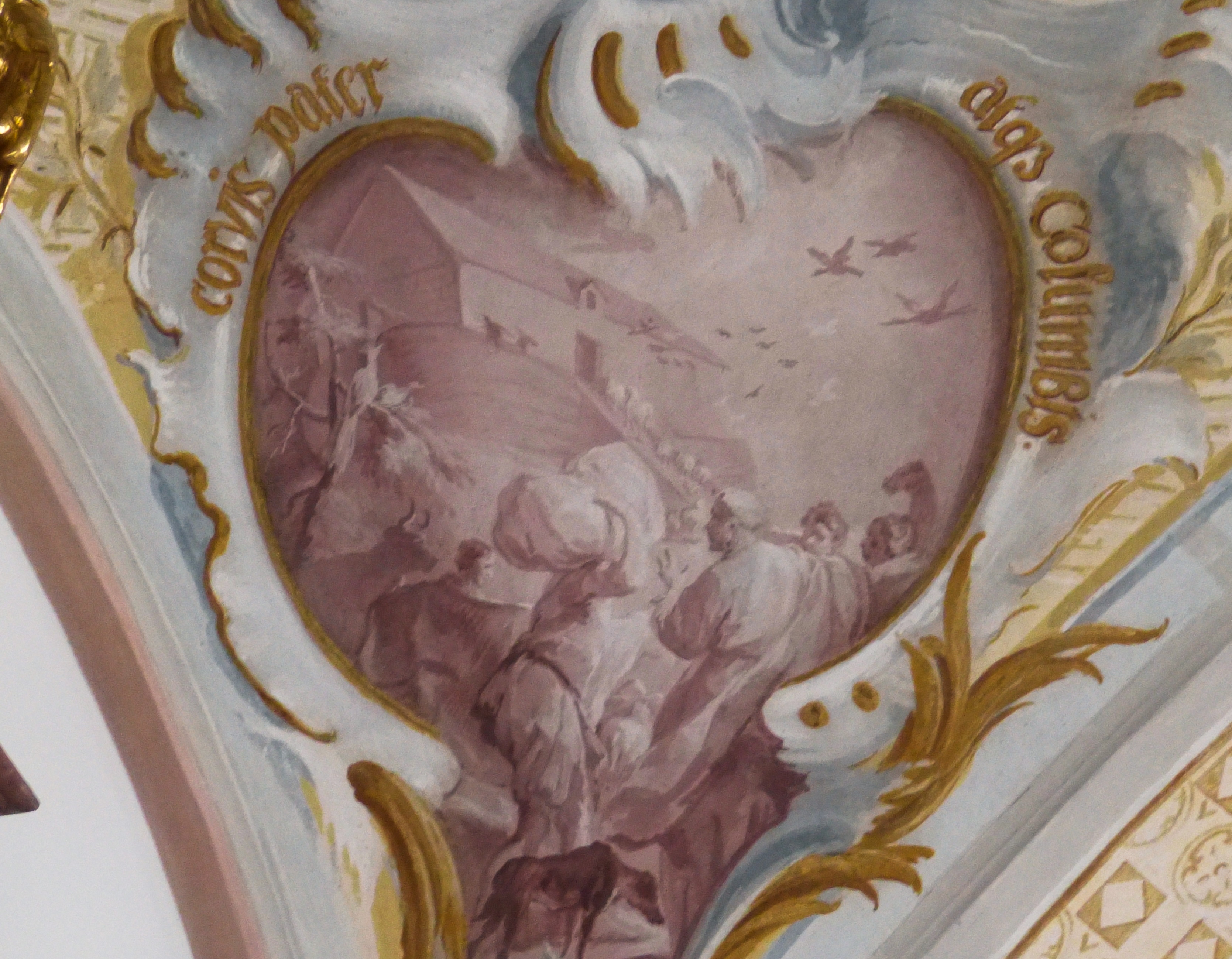
Die Arche als Obdach für Raben und Tauben.
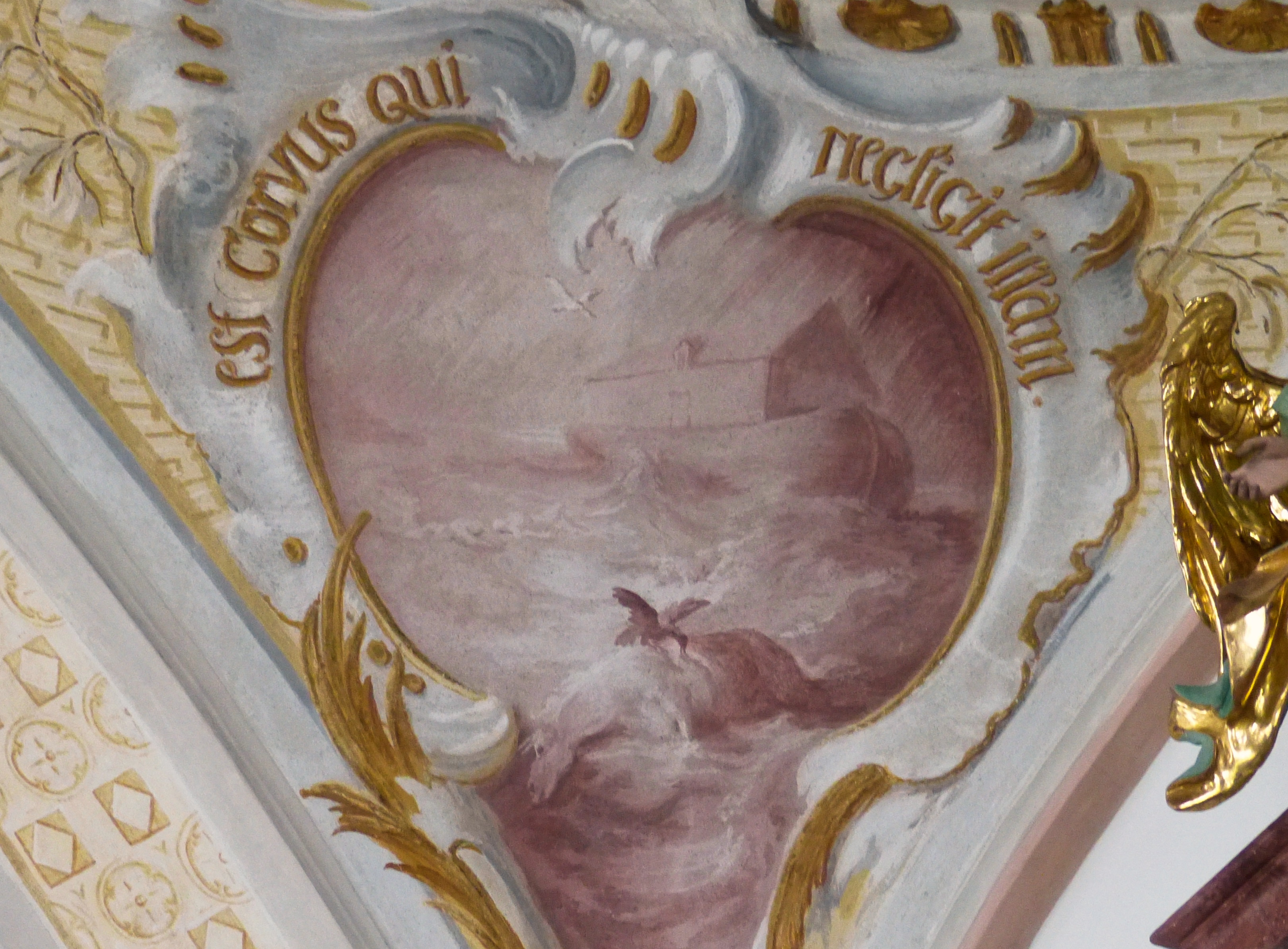
Der Rabe verlässt die Arche und sucht Aas.
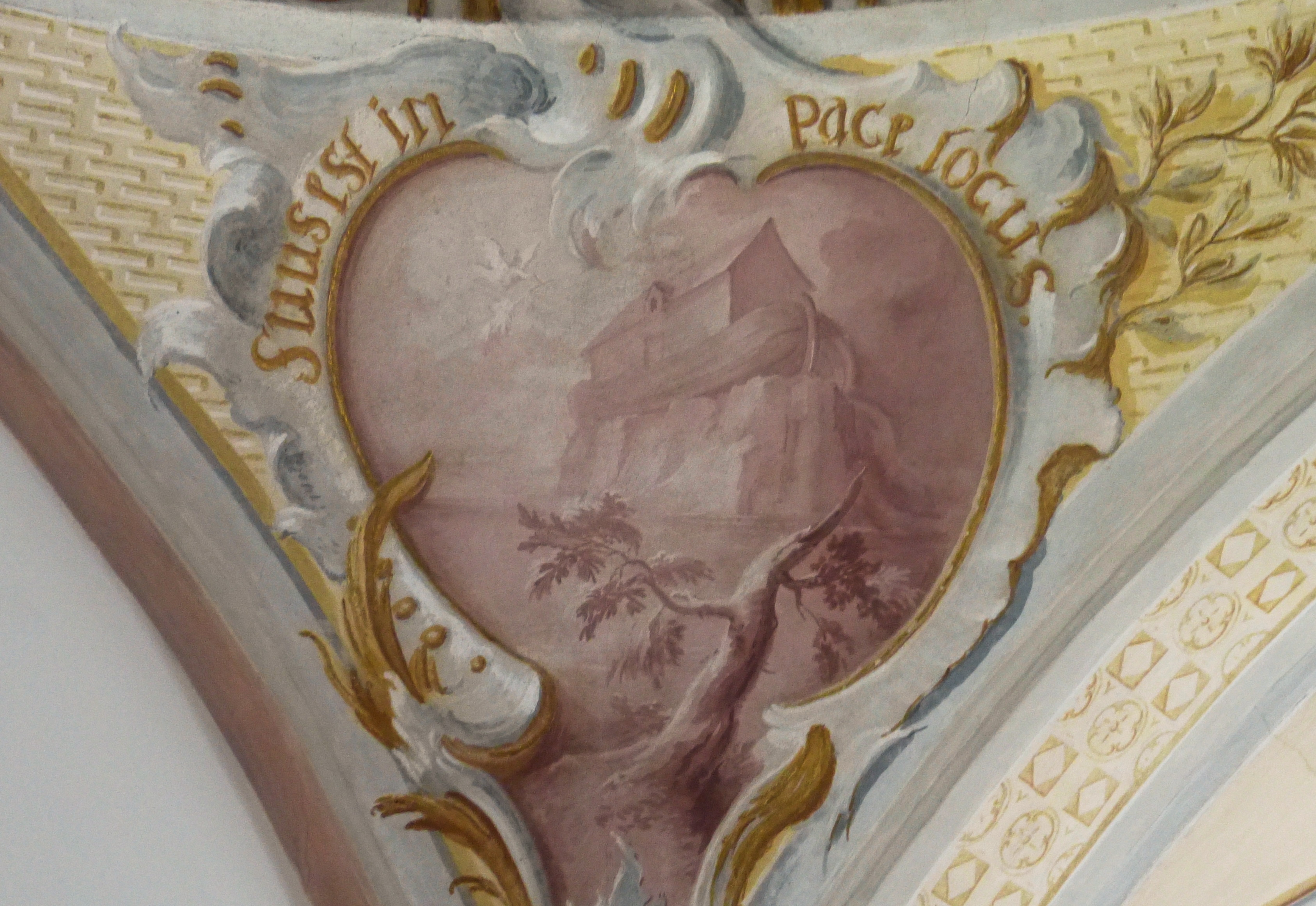
In Frieden steht die Arche.
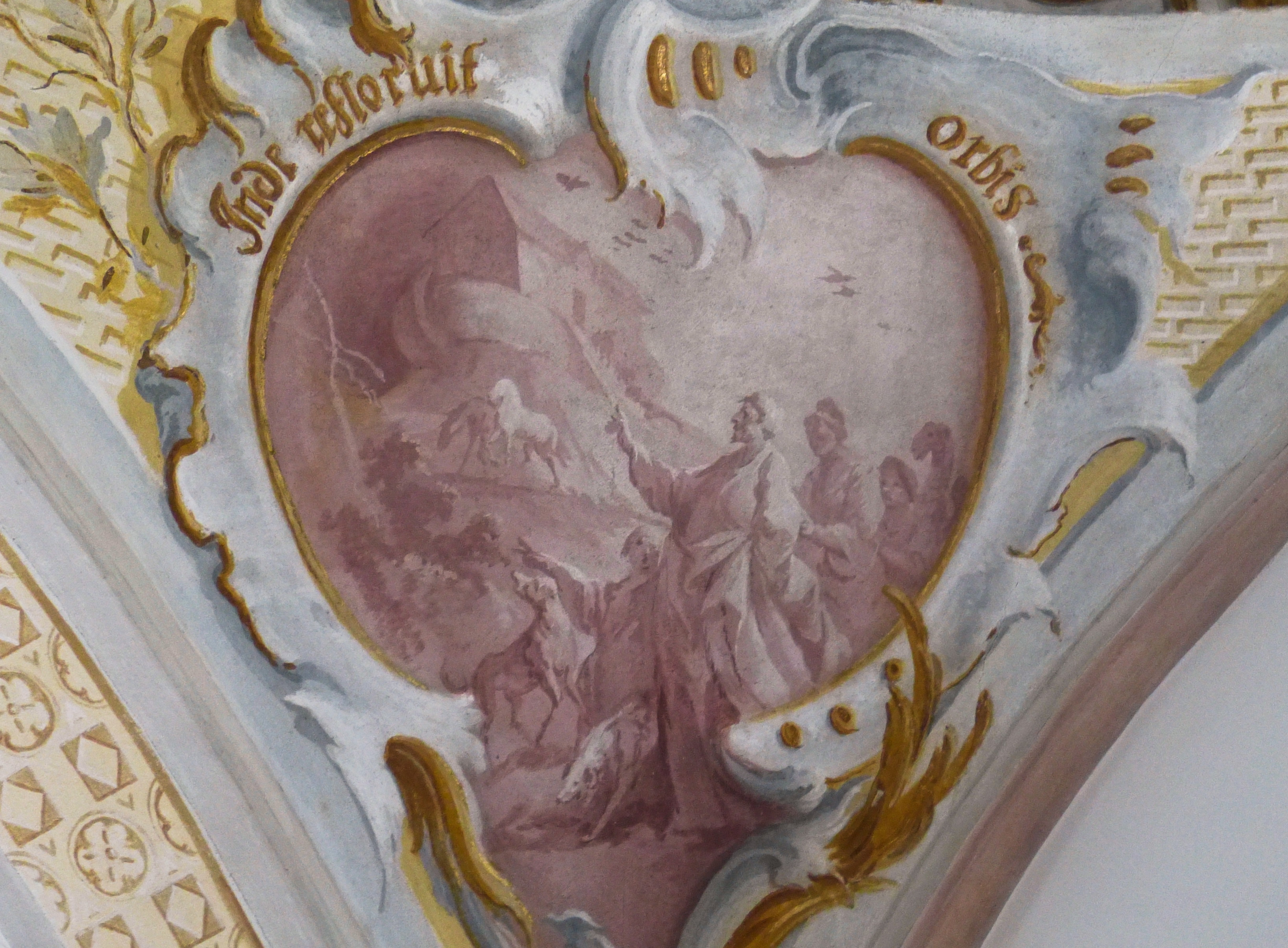
Nun blüht der Erdkreis wieder auf.

Das rechte Seitenbild stellt die Wallfahrt Hannas, der Mutter Samuels, zur Arche von Silo dar. Das linke Seitenbild zeigt einen Pilger vor dem Gnadenbild der Muttergottes.
An der südlichen Breitwand befindet sich ein Rokokoaltar von Balthes Rankl (1755). Seitlich gibt es zwei Beichtstühle (1754?) und zwei Betbänke vom gleichen Meister. Zwei steinerne Weihwasserbecken an der Nordwand tragen die Wappen der Familie Langenmantel; eines dazu die Jahreszahl 1737.

## Verbundene Gebäude im Umfeld
Nördlich der Kobelkirche entstand 1666/67 ein Mesnerhaus, das später zum Wallfahrtspriesterhaus wurde. Das heute dort befindliche Benefiziatenhaus, ein zweigeschossiger Satteldachbau, wurde 1747 von Joseph Ott erbaut. Es steht heute ebenso wie die Kobelkirche und die Kreuzwegstationen unter Denkmalschutz. 2011 wurde das Gebäude durch das Bistum Augsburg für etwa 100.000 € renoviert.
In den Jahren 1936 und 1937 wurde am Westhang des Kobels ein Kreuzweg für die Pilger hinzugefügt. Die 14 aus Holz geschnitzten Werke des Bildhauers Josef Beyrer waren bei einer 1936 im Augsburger Dom durchgeführten Restauration frei geworden. Die ersten zwölf Stationen wurden in vier Bildstöcken, die von Anton Kinseher stammten, (jeder der Bildstöcke enthält jeweils drei Stationen) entlang eines Kreuzwegs am Hang des Kobels untergebracht. Die 13. und 14. Station befinden sich an der Gartenmauer des Benefiziatenhauses.